# ETV2
ETV2 (en estonio: ETV kaks) es el segundo canal de televisión pública de Estonia, controlada por Eesti Rahvusringhääling (ERR). Es un canal especializado en deportes, eventos culturales y programación infantil.

## Historia
El canal inició emisiones el 8 de agosto de 2008 con la retransmisión de los Juegos Olímpicos de Pekín 2008, aunque tras su finalización, se introdujo la programación infantil.
En 2018 el canal adoptó su imagen corporativa actual y desde el 1 de febrero de 2019 emite en HD.

## Imagen corporativa

2008 - 2018
Desde 2018